# ۸۱ (پیش از میلاد)
۸۱ (پیش از میلاد) ۸۱مین سال قبل از تقویم میلادی است.